# Хлібороб (газета, Лубни)
«Хлібороб» — перша україномовна газета на Наддніпрянській Україні, що видавалась у місті Лубни (теперішній райцентр на Полтавщині) в листопаді-грудні 1905 року.
Видання газети здійснювалось за сприяння і в умовах так званої «Лубенської республіки».
Газета видавалась коштом української громади. Її наклад становив 5 тисяч примірників. Редактором видання був Микола Шемет, також редагування здійснював Володимир Шемет.
Вихід першого числа газети «Хлібороб» відбувся 12 (25) листопада 1905 року. Загалом вийшло друком 5 номерів газети. Четвертий номер був конфіскований владою, а вже після 5-го випуску видання заборонила імперська цензура.